# Ciosaniec (przystanek kolejowy w województwie lubuskim)
Ciosaniec – nieczynny kolejowy przystanek osobowy na linii nr 305 w Ciosańcu, w województwie lubuskim, w Polsce.